# K'Andre Miller
K'Andre Miller, född 21 januari 2000 i Saint Paul i Minnesota, är en amerikansk professionell ishockeyback som spelar för New York Rangers i National Hockey League (NHL). Han har tidigare spelat för Wisconsin Badgers i National Collegiate Athletic Association (NCAA) och Team USA (United States Hockey League (USHL).
Miller draftades av New York Rangers i första rundan i 2018 års draft som 22:a spelare totalt.

## Statistik
| 2014–2015   | Minnetonka Skippers    |             | 25  | 4  | 2  | 6  | 2  | 3  | 0 | 1 | 1 | 0  |
|             | MN Canadiens           |             | 16  | 7  | 9  | 16 | —  | —  | — | — | — | —  |
| 2015–2016   | Minnetonka Skippers    |             | 25  | 5  | 11 | 16 | 12 | 1  | 0 | 0 | 0 | 2  |
|             | Team Southwest         |             | 2   | 0  | 0  | 0  | 0  | —  | — | — | — | —  |
| 2016–2017   | Team USA               | USHL        | 34  | 0  | 7  | 7  | 12 | —  | — | — | — | —  |
|             | U.S. National U17 Team |             | 54  | 3  | 14 | 17 | 16 | —  | — | — | — | —  |
|             | U.S. National U18 Team |             | 1   | 0  | 1  | 1  | 0  | —  | — | — | — | —  |
| 2017–2018   | Team USA               | USHL        | 22  | 4  | 12 | 16 | 6  | —  | — | — | — | —  |
|             | U.S. National U18 Team |             | 58  | 9  | 20 | 29 | 26 | —  | — | — | — | —  |
| 2018–2019   | Wisconsin Badgers      | NCAA        | 26  | 5  | 17 | 22 | 18 | —  | — | — | — | —  |
| 2019–2020   | Wisconsin Badgers      | NCAA        | 36  | 7  | 11 | 18 | 24 | —  | — | — | — | —  |
| 2020–2021   | New York Rangers       | NHL         | 53  | 5  | 7  | 12 | 20 | —  | — | — | — | —  |
| 2021–2022   | New York Rangers       | NHL         | 82  | 7  | 13 | 20 | 24 | 20 | 2 | 5 | 7 | 10 |
| NHL totalt  | NHL totalt             | NHL totalt  | 135 | 12 | 20 | 32 | 44 | 20 | 2 | 5 | 7 | 10 |
| NCAA totalt | NCAA totalt            | NCAA totalt | 62  | 12 | 28 | 40 | 42 | —  | — | — | — | —  |
| USHL totalt | USHL totalt            | USHL totalt | 56  | 4  | 19 | 23 | 18 | —  | — | — | — | —  |

### Internationellt
| Källa: Uppdaterad: 2021-01-17 | Källa: Uppdaterad: 2021-01-17 | Källa: Uppdaterad: 2021-01-17 |         | Utv = Utvisningsminuter | Utv = Utvisningsminuter | Utv = Utvisningsminuter | Utv = Utvisningsminuter | Utv = Utvisningsminuter |
| År                            | Lag                           | Mästerskap                    | Matcher | Mål                     | Assists                 | Poäng                   | Utv                     |                         |
| ----------------------------- | ----------------------------- | ----------------------------- | ------- | ----------------------- | ----------------------- | ----------------------- | ----------------------- | ----------------------- |
| 2018                          | USA                           | U18-VM                        | 7       | 1                       | 2                       | 3                       | 4                       |                         |
| 2019                          | USA                           | JVM                           | 6       | 0                       | 1                       | 1                       | 0                       |                         |
| 2020                          | USA                           | JVM                           | 5       | 0                       | 2                       | 2                       | 2                       |                         |
| Junior totalt                 | Junior totalt                 | Junior totalt                 | 18      | 1                       | 5                       | 6                       | 6                       |                         |